# Microtropis discolor
Microtropis discolor är en benvedsväxtart som först beskrevs av Nathaniel Wallich, och fick sitt nu gällande namn av George Arnott Walker Arnott. Microtropis discolor ingår i släktet Microtropis och familjen Celastraceae. Inga underarter finns listade.